# Isla Gorriti
La Isla Gorriti es una isla del Río de la Plata, en el sudeste del Uruguay, frente al puerto de Punta del Este. Es visible desde la playa Mansa entre Punta Ballena y el puerto de Punta del Este.

## Geografía
La isla Gorriti tiene una extensión de 1,7 km de largo, por 900 m de ancho en su parte más ancha y 160 m en su parte más angosta, y posee 71 ha. Está dentro del Río de la Plata, cerca de su centro Este, es una isla rodeada por aguas marítimas uruguayas del Río de la Plata.

## Historia
La isla fue reconocida en 1516 por Juan Díaz de Solís; más adelante, fue avistada en 1527 por Diego García de Moguer, quien la denominara Isla de las Palmas; también fue avistada por Sebastián Gaboto.
Fue bautizada en homenaje al comandante español Francisco Gorriti, jefe de Montevideo en la primera mitad del siglo XVIII, quien hiciera levantar en la misma una fortificación para defender al Río de la Plata frente al avance de los portugueses.
El 26 de abril de 1769 nació allí Pedro Medrano, patriota, abogado y poeta rioplatense, que participó en el Cabildo abierto de 1810 en Buenos Aires, donde se pronunció a favor de la causa criolla, y fue diputado en la Asamblea del Año XIII y en el Congreso de Tucumán del 9 de julio de 1816, el cual declaró la Independencia Argentina. Como poeta, dejó escritas numerosas obras.
Durante las Invasiones Inglesas de 1806 la isla fue bombardeada por la escuadra británica y, luego de dos días, se rindió a los británicos.

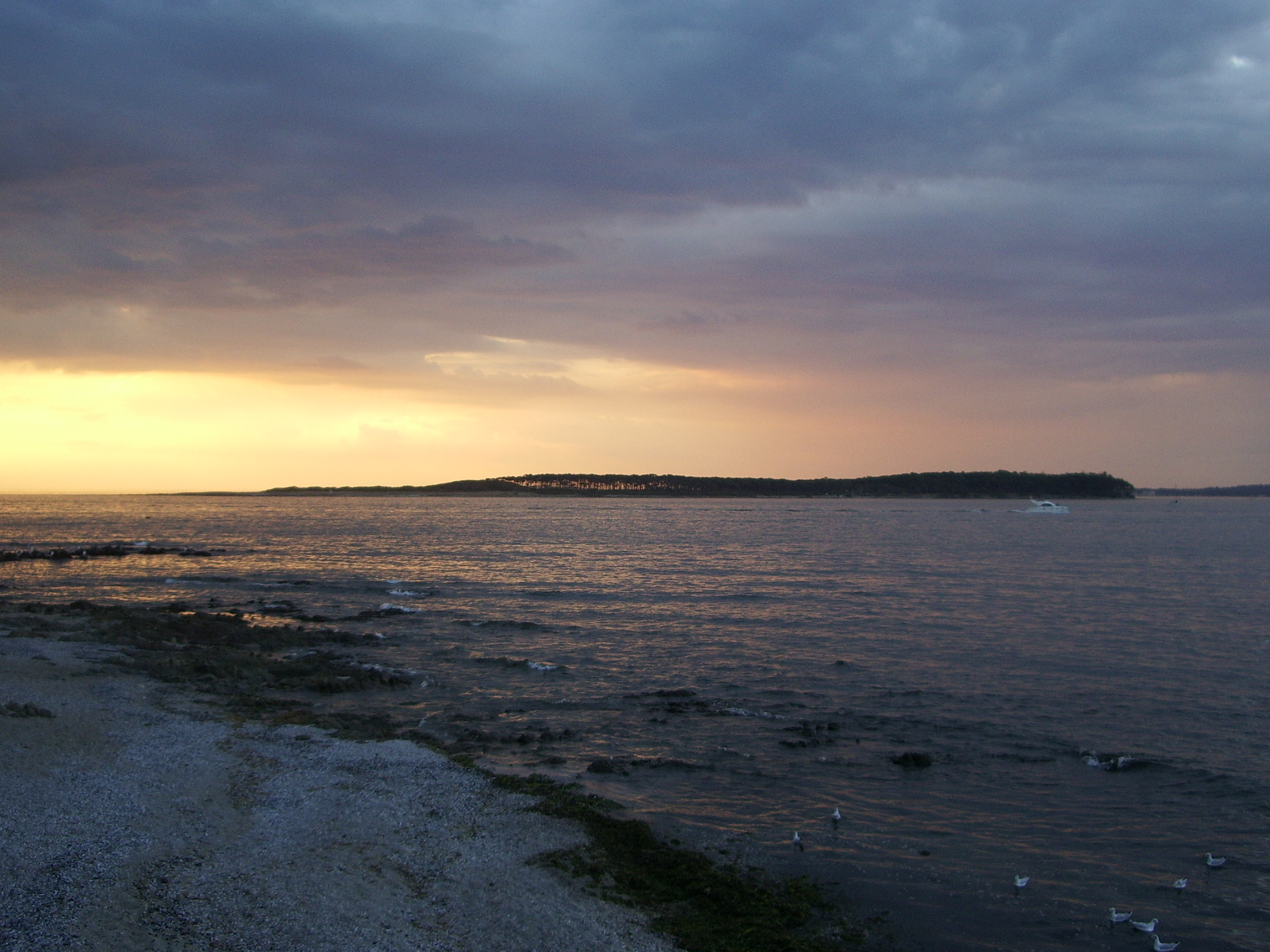
Isla Gorriti al anochecer desde la Península.

Hacia fines del siglo XIX la vegetación y fauna original de la isla fue prácticamente devastada por un incendio. Años después el primer Intendente de Maldonado, Juan Gorlero, encomendó la primera forestación de la isla con Pinus pinaster.
La corbeta de guerra española “Consuelo” estuvo recientemente fondeada en dicha isla. Datos brindados por uno de sus oficiales:
Los habitantes son una multitud de conejos y algunos caballos. Estos últimos pertenecían al finado D. Ramón Márquez y fueron llevados allí para salvarlos de la expropiación que es de práctica entre nosotros cuando se altera la paz pública.  Allí están, gordos y libres de inquietudes políticas, señores de aquella soledad y confiados en la generosa naturaleza que les da pasto y agua en abundancia.
En las fortalezas arruinadas, de la época colonial, hay 10 o 12 cañones que en aquellos tiempos fueron elocuentes y hoy yacen en el suelo, en su mayor parte, mudos como si así hubieran nacido. Algunos de ellos están aún en las troneras, dirigiendo al mar su boca impotente, cual si tuvieran hambre de pólvora y necesidad de echar un párrafo con alguna nave enemiga.
Que se resignen a su suerte, esperando el día en que se les traiga a Montevideo, a título de curiosidad histórica, o para servir de lastre a nuestros acorazados.
El Siglo,  Montevideo, 31 de marzo de 1882.
Nuevo muelle: Entre las obras que proyecta realizar el señor Boët en la isla Gorriti, figura un muelle que será construido al norte de la citada isla en el paraje denominado puerto del cañón.
A más se propone hacer otros trabajos, que hagan de esa isla, hoy en completo abandono, un magnífico punto de recreo para los que la visiten y de lucro para dicho señor, pues como se sabe allí existen infinidad de conejos que estaban a merced del primero que de ellos se apoderase.
El Conciliador,  Maldonado, 29 de julio de 1888.
El Conciliador de Maldonado informa que la empresa arrendataria de la isla Gorriti ha firmado un contrato en Montevideo para proveer de conejos a aquel mercado. Los animales debían ser entregados vivos.
El Conciliador, Maldonado, 12 de enero de 1890.

### Incendio
La noticia que la Isla de Gorriti se había incendiado reunió en las primeras horas de la noche del miércoles un regular número de personas por las inmediaciones de la Torre del Vigía, para contemplar el cuadro que ante su vista se presentaba. 
De dónde provino la causa del incendio, no se sabe, aunque se supone haya sido ocasionado por algún visitante imprudente o mal intencionado.
Víctimas fueron de ese descuido innumerables conejos, únicos habitantes que pueblan ese pedazo de tierra, llave de nuestra bahía.
El fuego se consumió luego de 48 horas.
El Conciliador, Maldonado. 4 de octubre de 1881.

## Turismo

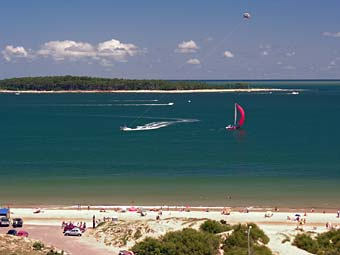
La Isla Gorriti desde la Playa Mansa.

En la actualidad es una reserva natural declarada Patrimonio Histórico Nacional y por dicho motivo, no está permitida la construcción de ningún tipo de edificación.
En la bahía Oeste de la isla se encuentra la Playa Honda, lugar de encuentro de veleros y yates, y un parador durante el verano. Del lado Norte se encuentra la Playa Puerto Jardín. Del lado Este hay un pequeño muelle para las embarcaciones comerciales en la zona conocida como «Puerto Cañón».
Está permitido pasar el día.
En febrero de 2016, se anuncia que se incorporó luminarias LED y paneles solares en la isla. Con ellos se iluminará la isla todo el verano y todos los fines de semana del año.